# 千栗八幡宮

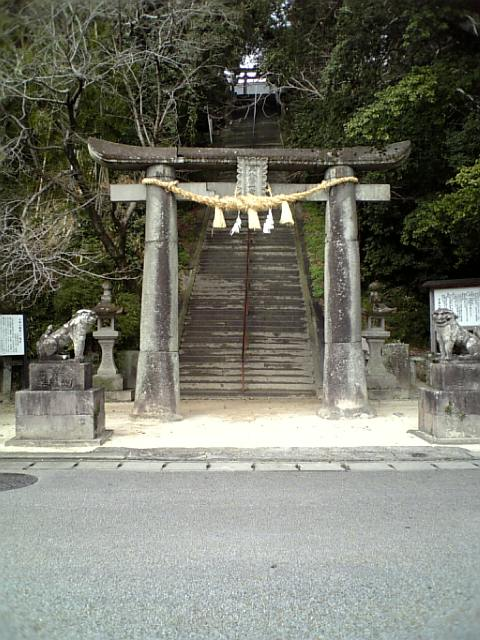
一の鳥居（町指定文化財）
慶長14年（1609年）鍋島藩祖・鍋島直茂奉納の石造肥前鳥居

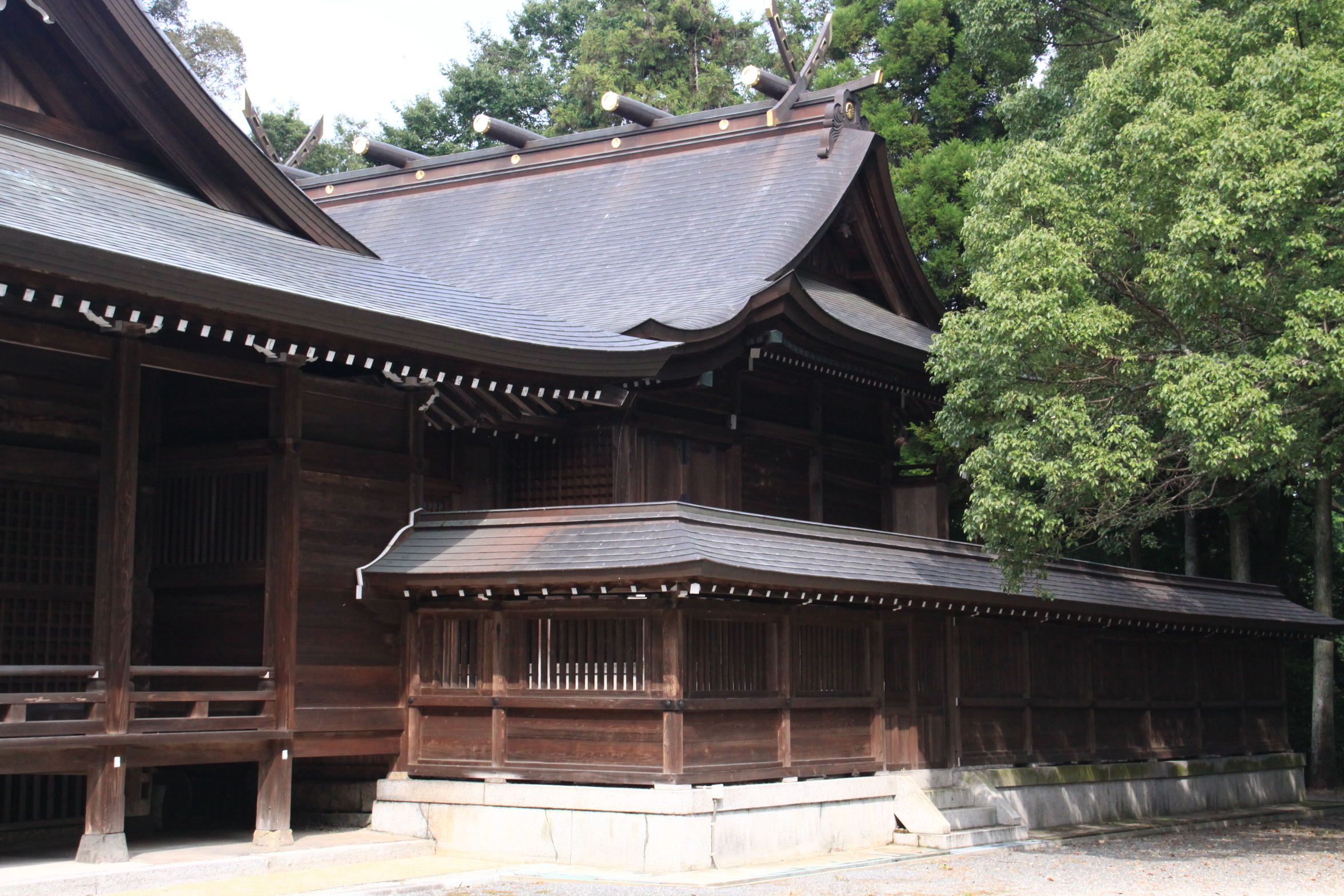
本殿

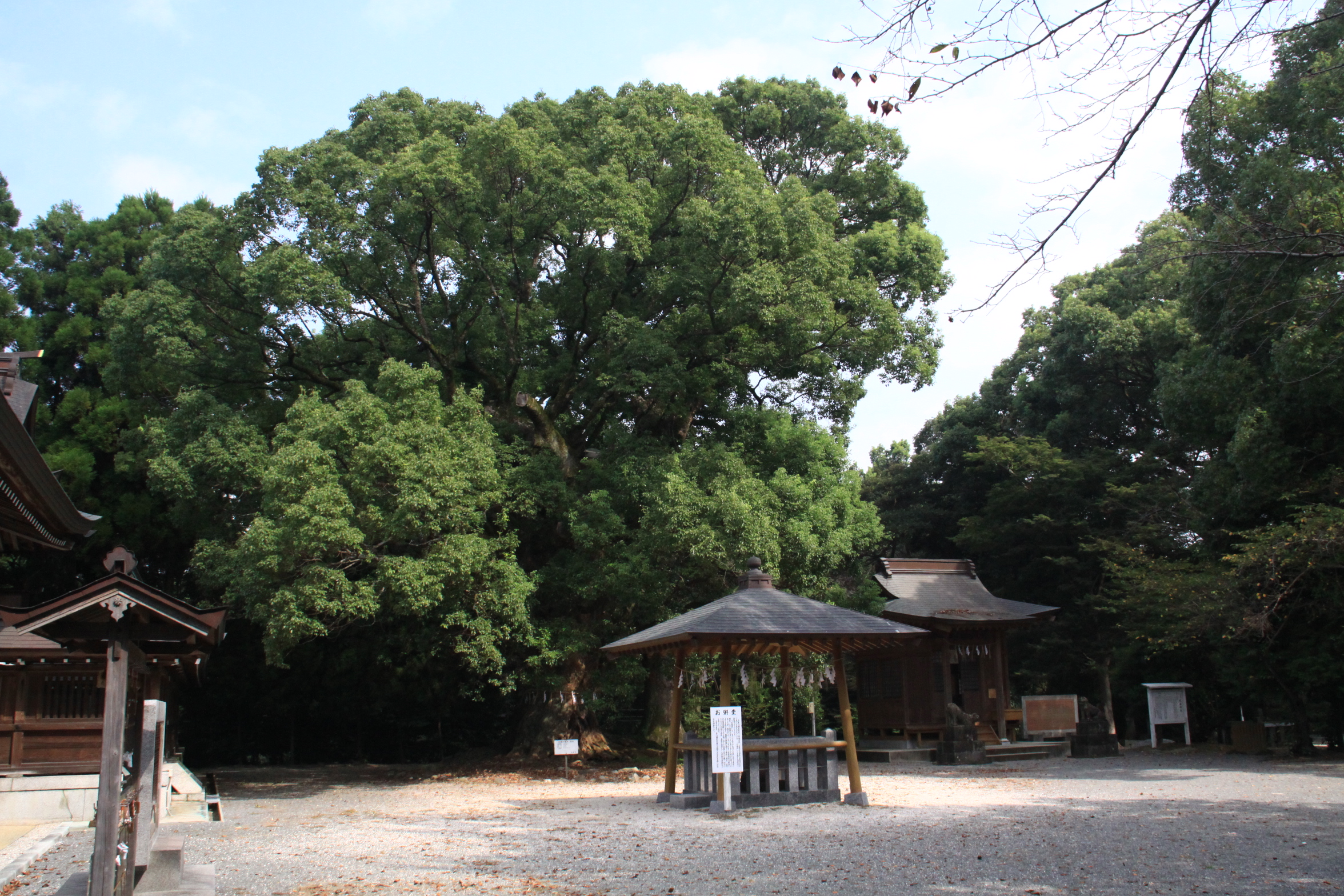
境内
中央の建物は粥祭で参拝者に「お粥試」の粥を供覧するお粥堂、右奥は摂社・武雄神社。

千栗八幡宮（ちりくはちまんぐう）は、佐賀県三養基郡みやき町にある神社。肥前一宮。旧社格は国幣小社で、現在は神社本庁の別表神社。

## 祭神
主祭神
- 応神天皇
- 仲哀天皇
- 神功皇后

配神
- 難波皇子
- 宇治皇子
- 住吉明神
- 武内宿禰

## 歴史
『鎮西要略』によれば、神亀元年（724年）、当時の肥前国養父郡司・壬生春成が八幡神の神託を受けて千根（ちこん）の栗が生えている地に社を建てて八幡神を祀ったとされる。
『太宰管内志』に引用された『外部局日記』によれば、長保元年（999年）、八幡大菩薩千栗宮から油が湧出し、朝廷に献上された。
承平年間（931年 - 938年）に宇佐八幡宮の別宮となったとみられ、以後その五所別宮の一として崇敬を受けた。
安貞2年(1228年)12月、社殿が火災(神火)により焼失する。
寛喜2年(1230年)7月、近衛兼経、土御門定通などの公卿達が参内して千栗宮、廣田神社の焼失の件を議論したことから重要な神社であることが分かる。
南北朝時代には当宮の西に千栗城が築かれている。応永10年5月、九州探題渋川満頼、菊池武朝と千栗で戦う。戦国時代には神域も度々戦乱に巻き込まれ幾度か社殿も焼失した。天文3年（1534年）に大内氏配下の陶氏により社殿が焼かれるが、天正11年（1583年）に龍造寺政家が再興した。鍋島氏の畏敬により社領の寄進が行われた。
平安時代後期より肥前国一宮を称してきたが、近世になって式内社・河上神社（現 與止日女神社）との間で一宮の称が争われた。慶長14年（1609年）には後陽成天皇より「肥前国総廟一宮鎮守千栗八幡大菩薩」 の勅額を賜わった。
近代社格制度においては、明治4年に郷社に列格し、同年36年に県社、昭和15年に国幣小社に昇格した。戦後は神社本庁の別表神社に指定されている。

## 摂末社
- 武雄神社
- 鳩森稲荷神社
- 天満宮

## 下宮（頓宮）
東尾区に下宮（頓宮）がある。行列浮立の際は御旅所となる。

## 祭事

### 年間祭事
- 祭旦祭 （1月1日）
- お粥祭、祈年祭 （春季大祭、3月15日）
- 名越祭 （8月1日）
- 秋季大祭（俗に放生会という。9月15日）
- 行列浮立（秋季大祭の日に行われる。）
- 御神幸 （9月第3日曜日）
- お火焚き神事 （12月31日）

## 粥祭
3月15日の粥祭は、地元では親しみを込めて「おかゆさん」ともいい、粥を使ってその年の豊作・凶作を占う粥占である。2月16日、社前の祓川の水で粥をたき、筑前・筑後・肥前・肥後4箇国を表す4つの鉢に分けて神殿に納める。3月15日に取り出し、黴の出方を見る。五色の黴の生えた方角がその年豊作になる地方であるとする。
また、2005年（平成17年）の「おかゆさん」では珍しく「地震に注意」との結果が出た5日後に福岡県西方沖地震が発生し話題を集めた。そのため翌年の占いには関心が集まったが、過度の期待に対しては「参考程度にするべきである」といった批判の声もあった。

## 秋季大祭（行列浮立）
近年では、9月15日に近い日曜日に行われる。殺生を戒め五穀豊穣を祈る秋季大祭である。俗に「放生会」と呼ばれる。その中で最も最大の行事が佐賀藩の大名行列を模した氏子らが行列浮立（ふりゅう）を奉納する。
午前中、東尾区にある下宮（頓宮）まで渡御する「お下り」を行い、下宮（頓宮）でお祓いを受けた後、本宮下の下馬場まで戻る「お上り」を行う。
午後は本宮で奉納しその後は、境内社や寺院、協賛企業や近隣の家々を巡る。
全ての氏子地域が毎年奉納するのではなく、6年に1度、行列浮立を奉納する「奉仕地区」が回ってくる。その為、地区毎にリズムや動きが異なる。地区によっては女浮立と呼ばれる複雑な舞を行う。女浮立と呼ぶが女性が行うということではなく、男性が女性らしい舞を行う。言わば歌舞伎の女形のような感じである。
なお、豆津区は行列浮立には参加せず神輿を担当する。
昨今の千栗（ちりく）区の人口減少により、石貝（いしがい）団地区と合同で奉仕地区を務める。
また、行列浮立の参加者は女人禁制であったが、昨今の時代に合わせ近年は女性も参加する事ができる。

### 締元（しめもと）
行列浮立の際、締元（しめもと）と呼ばれる秋季大祭期間中の神様の宿泊所である。
くじを御幣で釣り、釣り上げられたくじに書かれた家が、その年の締元となる。
科学的にいえば静電気で釣るため、年によっては釣るのに丸一日かかる年もある。

### 行列浮立の構成
犀（しゃー）の毛・守子(もりやし、もりゃーしとも言う)・太鼓・鉦・笛で行列を組み、その周りを2頭の獅子舞が練り歩く。その後ろを神輿が巡航する。
行列浮立の流れ下記
道囃子（みちばやし）
最初に行う囃子。名の通り、道を歩く際に行う。
本囃子（ほんばやし）
最も中心となる囃子。
中囃子（なかばやし）
最初は鉦と笛を鳴らさず、頭取らが高砂の四海波や弓八幡、養老などを謡う。行事の一番最後には千秋楽を謡う。謡の途中で、太鼓・鉦・笛が「エーンーヤ」の掛け声と共に、鉦と笛が再開する。なお、頭取らは高砂を最後まで唄い続ける。
まくり
今までの囃子とは若干異なる。
道囃子（みちばやし）
最初に行った道囃子を、その場から動かず3回、又は5回行う。締めにあたる。

## 文化財

### 佐賀県指定有形文化財
- 社殿創設の絵図（2軸）

### みやき町指定有形文化財
- 肥前鳥居（第一鳥居）- 1979年（昭和54年）7月指定

### その他
- 乾珠・満珠
- 光格帝御宝扇
- 壬生春成公故事 など

## 創建千三百年式年奉幣祭
2024年（令和6年）で創建1300年を迎える。2日間に渡り行われた。式年奉幣祭は100年に一度の祭礼であり、天皇より幣帛料を下賜される。
1日目（9月15日）は、天皇から下賜された幣帛料を奉納する奉幣祭が行われた。秋季大祭（俗に放生会という）、行列浮立と合わせて行われた。この年2024年（令和6年）の行列浮立の奉仕地区は石貝（いしがい）区であった。
2日目（9月16日）は、境内整備に協力した企業や人々を、神に報告する奉祝祭が行われた。
また、創建1300年に合わせて、限定御朱印帳や、記念品、千栗八幡宮とゆかりのあるインコのおみくじなどが販売された。永続的に受領できるものや、数量限定のものもある。

## 現地情報
所在地
- 佐賀県三養基郡みやき町大字白壁字千栗

交通アクセス
- 最寄駅：JR九州鹿児島本線 久留米駅 （徒歩約35分）
  - バス：久留米駅から西鉄バス40番目達原・佐賀行で「千栗八幡宮前」バス停下車 （下車後徒歩すぐ）

## 関連図書
- 安津素彦・梅田義彦編集兼監修者『神道辞典』神社新報社、1968年、38頁
- 白井永二・土岐昌訓編集『神社辞典』東京堂出版、1979年、227-228頁